# Alphabet phonétique de la RFE
L’alphabet phonétique de la RFE, aussi appelé alphabet de la RFE, est un système de transcription phonétique, basé sur l’écriture latine, utilisé en dialectologie espagnole. Il a été adopté par le Centro de Estudios Históricos de Madrid dans la Revista de Filología Española (RFE), et par L'Instituto de Filología de Buenos-Aires. Il a été initialement définit dans le tome II de la RFE en 1915. Il est utilisé dans plusieurs travaux de dialectologie ibérique ou hispanique, dont notamment l’Atlas linguistique de la péninsule Ibérique. Il sera utilisé et étendu par Manuel Alvar et d’autres dans plusieurs atlas linguistiques.

## Symboles
| RFE | exemple          | transcription | consonne                          | API |
| --- | ---------------- | ------------- | --------------------------------- | --- |
| b   | bondad           | bon̹dáđ̥        | occlusive bilabiale voisée        | [b] |
| p   | padre            | páđre         | occlusive bilabiale sourde        | [p] |
| m   | amar             | amár          | occlusive nasale bilabiale voisée | [m] |
| m̥   | mismo (and.)     | mím̥mo         | occlusive nasale bilabiale sourde | [m̥] |
| ƀ   | haba             | áƀa           | fricative bilabiale voisée        | [β] |
| ƀ̥   | las botas (and.) | la ƀ̥ótah      | fricative bilabiale sourde        | [ɸ] |

| RFE | exemple          | transcription | consonne                              | API |
| --- | ---------------- | ------------- | ------------------------------------- | --- |
| m̭   | confuso          | kom̭fúṡo       | occlusive nasale labio-dentale voisée | [ɱ] |
| f   | fácil            | fáθi̧l         | fricative labio-dentale sourde        | [f] |
| v   | vida (esp. enf.) | viđa          | fricative labio-dentale voisée        | [v] |

| RFE | exemple                 | transcription |
| --- | ----------------------- | ------------- |
| ḍ   | cruz divina (esp. enf.) | krúẓ ḍiƀína   |
| ṭ   | hazte acá               | áθṭe aká      |
| ṇ   | onza                    | óṇθa          |
| ẓ   | juzgar                  | xųẓǥár        |
| θ   | mozo                    | móθo          |
| đ   | rueda                   | r̄wéđa         |
| đ   | tomado                  | tomáđo        |
| đ̥   | verdad                  | bęrđáđ̥        |
| ḷ   | calzado                 | kaḷθađo       |

| RFE | exemple | transcription | consonne                         | API |
| --- | ------- | ------------- | -------------------------------- | --- |
| d   | ducho   | dúĉo          | occlusive dentale voisée         | [d̪] |
| t   | tomar   | tomáɹ         | occlusive dentale sourde         | [t̪] |
| n̹   | monte   | món̹te         | occlusive nasale dentale voisée  | [n̪] |
| z̹   | desde   | déz̹đe         | fricative dentale voisée         | [ð] |
| s̹   | hasta   | ás̹ta          | fricative dentale sourde         | [θ] |
| l̹   | falda   | fál̹da         | spirante latérale dentale voisée | [l̪] |

| RFE | exemple                      | transcription | consonne                            | API  |
| --- | ---------------------------- | ------------- | ----------------------------------- | ---- |
| n   | mano                         | mã́no          | occlusive nasale alvéolaire voisée  | [n]  |
| n̥   | asno (and.)                  | án̥no          | occlusive nasale alvéolaire sourde  | [n̥]  |
| ŝ   | chobu (ast. occid.)          | ŝóƀu          | affriquée alvéolaire sourde         | [t͡s] |
| z   | los días (mex.)              | lo zíah       |                                     |      |
| s   | rosa (and.)                  | r̄osa          |                                     |      |
| ż   | rasgar                       | r̄ażǥáɹ        | fricative alvéolaire voisée         | [z]  |
| ṡ   | casa                         | káṡa          | fricative alvéolaire sourde         | [s]  |
| l   | luna                         | lúna          | spirante latérale alvéolaire voisée | [l]  |
| l̥   | muslo (and.)                 | mųl̥lo         | spirante latérale alvéolaire sourde | [l̥]  |
| r   | hora                         | ǫ́ra           | battue alvéolaire voisée            | [ɾ]  |
| r̥   | multitud                     | mųr̥titú       | battue alvéolaire sourde            | [ɾ̥]  |
| r̄   | carro                        | kár̄o          | roulée alvéolaire voisée            | [r]  |
| ɹ   | color                        | ɹolǫ́ɹ         | spirante alvéolaire voisée          | [ɹ]  |
| ɹ̊   | trigo (mex.)                 | tɹ̊íǥo         | spirante alvéolaire sourde          | [ɹ̥]  |
| ɹ̱   | honra (chil.), pondré (mex.) | ónɹ̱a, põɹ̱é    | spirante alvéolaire voisée longue   | [ɹː] |
| ɹ̱̊   | perro (chil.)                | pę́ɹ̱̊o / pę́ɹ̱o   | spirante alvéolaire sourde longue   | [ɹ̥ː] |

| RFE | exemple      | transcription     | consonne                                   | API  |
| --- | ------------ | ----------------- | ------------------------------------------ | ---- |
| n̮   | año          | án̮o               | occlusive nasale palatale voisée           | [ɲ]  |
| ŷ   | yugo         | ŷúǥo              | affriquée palatale voisée                  | [ɟ͡ʝ] |
| ĉ   | mucho        | múĉo              | affriquée post-alvéolaire sourde           | [t͡ʃ] |
| ž   | mayo (arg.)  | mažo              | consonne fricative post-alvéolaire voisée  | [ʒ]  |
| š   | rexa (ast.)  | r̄eša              | consonne fricative post-alvéolaire sourde  | [ʃ]  |
| y   | mayo         | máyo              | consonne fricative palatale voisée         | [ʝ]  |
| ẙ   | jefe (chil.) | ẙefe / ẙjéfe      |                                            |      |
| j   | nieto        | njéto             | consonne spirante palatale voisée          | [j]  |
| j̊   | inquieto     | iŋ́ḱj̊éto / iŋ́ḱj̊eto |                                            |      |
| l̮   | castillo     | kas̹tíl̮o           | consonne spirante latérale palatale voisée | [ʎ]  |
| ÿ   | subyugar     | sųƀÿuǥáɹ          |                                            |      |

| RFE | exemple  | transcription |
| --- | -------- | ------------- |
| ǵ   | guitarra | ǵitár̄a        |
| ḱ   | quimera  | ḱiméra        |
| ŋ́   | inquirir | iŋ́ḱirír       |
| ǥ́   | seguir   | ṡeǥ́iɹ         |
| x́   | regir    | r̄ex́ír         |

| RFE | exemple           | transcription | consonne                                        | API |
| --- | ----------------- | ------------- | ----------------------------------------------- | --- |
| g   | gustar            | gųs̹táɹ        | consonne occlusive vélaire voisée               | [ɡ] |
| k   | casa              | káṡa          | consonne occlusive vélaire sourde               | [k] |
| ŋ   | nunca             | nṹŋka         | consonne nasale vélaire voisée                  | [ŋ] |
| ǥ   | rogar             | r̄oǥár         |                                                 |     |
| x   | jamás             | xamás         | consonne fricative vélaire sourde               | [x] |
| ł   | malalt (cat.)     | məlạł         | consonne spirante latérale alvéolaire vélarisée | [ɫ] |
| w   | hueso             | wéṡo          | consonne spirante labio-vélaire voisée          | [w] |
| w̥   | fuera (esp. enf.) | fw̥éra         | consonne spirante labio-vélaire sourde          | [ʍ] |

| RFE | exemple  | transcription |
| --- | -------- | ------------- |
| ŋ̇   | don Juan | doŋ̇ ẋwán      |
| ǥ̇   | aguja    | aǥ̇úxa         |
| ẋ   | enjuagar | eŋ̇ẋwaǥár      |

| RFE | exemple      | transcription | consonne                           | API |
| --- | ------------ | ------------- | ---------------------------------- | --- |
| h   | horno (and.) | hǫ́rno         | consonne fricative glottale sourde | [h] |

| RFE                     | description                      |
| ----------------------- | -------------------------------- |
| į ę ǫ ų                 | ouvertes                         |
| i e a o u               | moyennes                         |
| ẹ ọ                     | fermées                          |
| ą                       | a palatal                        |
| ạ                       | a vélaire                        |
| ǫ̈                       | ę labialisé                      |
| ö                       | e labialisé                      |
| ų̈                       | į labialisé                      |
| ü                       | i labialisé                      |
| ə                       | voyelle indistincte              |
| ĩ ã ũ, etc.             | voyelles nasales                 |
| á ó ę́ ã́                 | voyelles avec accent d’intensité |
| aː oː lː sː mː nː, etc. | sons longs                       |

| đ đ̥, etc. | sons réduits |

## Sources
- (es) « Alfabeto fonético », Revista de Filología Española, vol. 2,‎ 1915, p. 374-376 (lire en ligne)
- (es) Manuel Alvar, Antonio Llorente et Gregorio Salvador, Textos Andaluces en transcripción fonética, Madrid, Editorial Gredos, 1995 (ISBN 84-249-1680-8, lire en ligne)
- (es) José Alejandro Correa Duarte, Díptico de alfabetos fonéticos: Alfabeto Fonético Internacional (IPA), Alfabeto X- SAMPA y Alfabeto Fonético de la Revista de Filología Española (Contiene comandos para implementar el IPA en Praat), 2013 (lire en ligne)
- Javier Cuétara Priede, « Fonética de la ciudad de México: Aportaciones desde las tecnologías del habla », thèse de master, México : Universidad Nacional Autónoma de México, 2004. (copie en ligne)
- (es) Félix Fernández de Castro, « Antología y comentarios fonéticos », dans Milagros Aleza Izquierdo & José María Enguita Utrilla, La lengua española en América: normas y usos actuales, Universitat de València, 2010 (ISBN 978-84-694-0302-0, , ), chap. 10, p. 431-483
- Pilar García Mouton et Francisco Moreno Fernández (dir.), « Alfabeto fonético y otros signos », Atlas Lingüístico (y etnográfico) de Castilla - La Mancha, Universidad de Alcalá, 2003. <http://www2.uah.es/alecman> (copie en ligne)
- (es) Alexander Irabar, « La transcripción fonética: Comentarios y materiales », sur Alexander Iribar Ibabe — Apuntes elementales de Fonética
- Joaquim Llisterri, La transcripción fonética, Universitat Autònoma de Barcelona, 2012. (consulté le 18 mars 2012)
- (es) Tomás Navarro Tomás, Manual de pronunciación española, Madrid, Centros de estudios historícos, coll. « Revista de Filología Española » (no 3), 1918 (lire en ligne)
- (de) Tomás Navarro Tomás (trad. Fritz Krüger), Handbuch der spanischen Aussprache, Leipzig / Berlin, B. G. Teubner, 1923 (lire en ligne)
- (es) Tomás Navarro Tomás, « El alfabeto fonético de la Revista de Filología Española », Anuario de Letras, vol. 6,‎ 1966, p. 5-19 (DOI 10.19130/iifl.adel.6.0.1966.205, lire en ligne)
- Pedro Martín Butragueño, Fonología variable del español de México, 2012. (section Alfabeto fonético en ligne)
- (de) Willy Paulyn, « Romanische Sprachen und Dialekte », dans Martin Heepe, Lautzeichen und ihre Anwendung in verschiedenen Sprachgebieten, Berlin, Reichsdruckerei, 1928 (lire en ligne), p. 50-67
- Sever Pop, La dialectologie : aperçu historique et méthodes d'enquêtes linguistiques, J. Duculot, Louvain, 1950, 2 vol. (volume 1 et volume 2  sur archive.org)
- (es) El Alfabeto Fonético Internacional y el de la RFE (=L’Alphabet phonétique international et celui de la RFE)